# Heterocercus flavivertex
Heterocercus flavivertex là một loài chim trong họ Pipridae.